# Serhij Delwig
Serhij Mykołajowycz Delwig, ukr. Сергій Миколайович Дельвіг (ur. 22 czerwca?/4 lipca 1866 w Moskwie, zm. 1944 w Kairze) – rosyjski, a następnie ukraiński wojskowy, generał pułkownik Armii Czynnej Ukraińskiej Republiki Ludowej, historyk wojskowości, emigrant.

## Życiorys
Ukończył 2 korpus kadetów w Moskwie, zaś w 1884 r. Michajłowską Szkołę Artylerii. Służył w plutonie konnym 2 Rezerwowej Brygady Artylerii. Następnie ukończył Michajłowską Akademię Artylerii, zaś w 1891 r. oficerską szkołę artyleryjską, w której kontynuował służbę wojskową jako oficer szkoleniowy. Uczestniczył w wojnie rosyjsko-japońskiej. Od 1906 r. pełnił funkcję zastępcy komendanta oficerskiej szkoły artyleryjskiej. W 1909 r. w stopniu generała majora został dowódcą 24 Brygady Artylerii. Był autorem prac naukowych z zakresu artylerii. Od stycznia 1914 r. był inspektorem artylerii IX Korpusu Armijnego.
Brał udział I wojnie światowej jako dowódca artylerii Korpusu. W 1915 r. awansował na generała porucznika. Dowodził oddziałami artyleryjskimi podczas oblężenia Twierdzy Przemyśl, a po kapitulacji wojsk austro-węgierskich został na krótko rosyjskim komendantem Twierdzy. Następnie przeniesiono go pod zwierzchnictwo głównodowodzącego Frontu Południowo-Zachodniego. Jesienią 1915 r. objął dowództwo XL Korpusu Armijnego. W 1916 r. został inspektorem artylerii Frontu Południowo-Zachodniego.
W listopadzie 1917 r. wstąpił do nowo formowanych wojsk ukraińskich. Mianowano go inspektorem artylerii Frontu Południowo-Zachodniego, przemianowanego na Front Ukraiński. W grudniu tego roku objął funkcję inspektora artylerii armii ukraińskiej. Od początku 1918 r. był dowódcą artylerii Hajdamackiego Kosza Słobodzkiej Ukrainy. Od 1919 r. pełnił funkcję inspektora artylerii Armii Czynnej Ukraińskiej Republiki Ludowej.
W czerwcu tego roku przewodniczył ukraińskiej delegacji wojskowej w czasie rozmów rozejmowych z Polską podczas ofensywy czortkowskiej Ukraińskiej Armii Halickiej. Umowa o zawieszeniu broni pomiędzy UHA i armią polską ustalała linię demarkacyjną znaną pod nazwą linii Delwiga. Jednak dyktator Zachodnioukraińskiej Republiki Ludowej Jewhen Petruszewycz nie uznał wynegocjowanego porozumienia i ofensywy nie przerwano.
Od lipca 1919 r. S. Delwig był attaché wojskowym przy poselstwie Ukraińskiej Republiki Ludowej w Rumunii. W lutym 1921 r. wszedł w skład Wyższej Rady Wojskowej URL. W sierpniu tego roku mianowano go generałem pułkownikiem. Po 1921 r. pozostał na emigracji w Rumunii. Pracował jako inżynier w Bukareszcie i Codlea. W 1944 r. wyjechał do Egiptu, gdzie zmarł. Odznaczony m.in. Orderem Świętego Stanisława, Orderem Świętego Włodzimierza III klasy, Orderem Świętego Jerzego IV klasy, Szablą Świętego Jerzego.